# Bernd Becker (Informatiker)
Bernd Becker (* 1954 in Hermeskeil) ist ein deutscher Informatiker und Hochschullehrer.
Becker studierte von 1973 bis 1982 Mathematik an der Universität des Saarlandes und promovierte dort 1982 zur Graphentheorie. Von 1981 bis 1989 forschte und lehrte er mit kurzen Unterbrechungen an der Universität des Saarlandes. Nach seiner Habilitation mit einem Werk zu Booleschen Schaltkreisen 1988 wurde er 1989 Professor für Komplexitätstheorie und effiziente Algorithmen an der Johann Wolfgang Goethe-Universität Frankfurt am Main. 1992 ereilte ihn ein Ruf an die Universität-Gesamthochschule Essen, den er aber ablehnte. Stattdessen wechselte er 1995 an die Albert-Ludwigs-Universität Freiburg, wo er den Lehrstuhl für Rechnerarchitektur übernahm. Von 2010 bis 2012 war er Dekan der Technischen Fakultät in Freiburg.
Becker absolvierte mehrere Forschungsaufenthalte bei Unternehmen wie Siemens (1982 und 1985) oder Mentor Graphics (2002–2003) und hatte 2009 und 2010 eine Gastprofessur an der Universität Tokio. Seit 2011 ist Becker Mitglied der Academia Europaea. Er arbeitet außerdem in mehreren Gremien des Institute of Electrical and Electronics Engineers.
Besondere Aufmerksamkeit erhielt Becker für sein Projekt Smartphones in der Lehre (Smile).  Smile ist eine Webanwendung, mit der der Dozent und die Zuhörer während einer Vorlesung interagieren können. Für dieses Projekt wurde Becker mit dem Lehrentwicklungspreis der Universität Freiburg und einer Fellowship der Baden-Württemberg-Stiftung, der Joachim-Herz-Stiftung und des Stifterverbandes für die Deutsche Wissenschaft ausgezeichnet.

## Veröffentlichungen
- Über die kreuzungsfreie, rechtwinklige Einbettung von gewichteten Graphen in die Ebene, Saarbrücken 1982 (Dissertation)
- mit Paul Molitor: Technische Informatik. Eine einführende Darstellung, Oldenbourg, München 2008, ISBN 978-3-486-58650-3